# SNCAO 200
SNCAO 200 (đôi khi còn viết là CAO.200) là một mẫu thử máy bay tiêm kích của Pháp trong thập niên 1930.

## Tính năng kỹ chiến thuật
Dữ liệu lấy từ The Complete Book of Fighters
Đặc tính tổng quan
- Kíp lái: 1
- Chiều dài: 8,90 m (29 ft 2 in)
- Sải cánh: 9,50 m (31 ft 2 in)
- Chiều cao: 3,50 m (11 ft 6 in)
- Diện tích cánh: 13,30 m2 (143,2 foot vuông)
- Trọng lượng có tải: 2.500 kg (5.512 lb)
- Động cơ: 1 × Hispano-Suiza 12Y-51 , 640 kW (860 hp)

Hiệu suất bay
- Vận tốc cực đại: 550 km/h (342 mph; 297 kn) ở độ cao 6.000 m (19.700 ft)
- Thời gian bay: 2 hours
- Trần bay: 4.480 m (14.698 ft)

Vũ khí trang bị

- Súng: 1× pháo Hispano-Suiza HS.404 20 mm, 2× súng máy MAC 1934 7,5 mm

## Citations
1. ↑  Green and Swanborough 1994, p. 107.